# Namche Bazaar
Namche Bazaar (ook wel: Namche Bajar of Nemche Bazaar, Nepalees: नाम्चे बजार) is een plaats in de dorpscommissie Namche in het district Solukhumbu in het noordoosten van Nepal. In het dorpje bevindt een politiekantoor, postkantoor, bank en school.
Net aan de andere kant van de berg ligt Syanboche Airport, met chartervluchten naar het naastgelegen Lukla. Doordat Namche Bazaar niet ver van de Mount Everest ligt is het een plaats waar veel toeristen doorheen trekken.

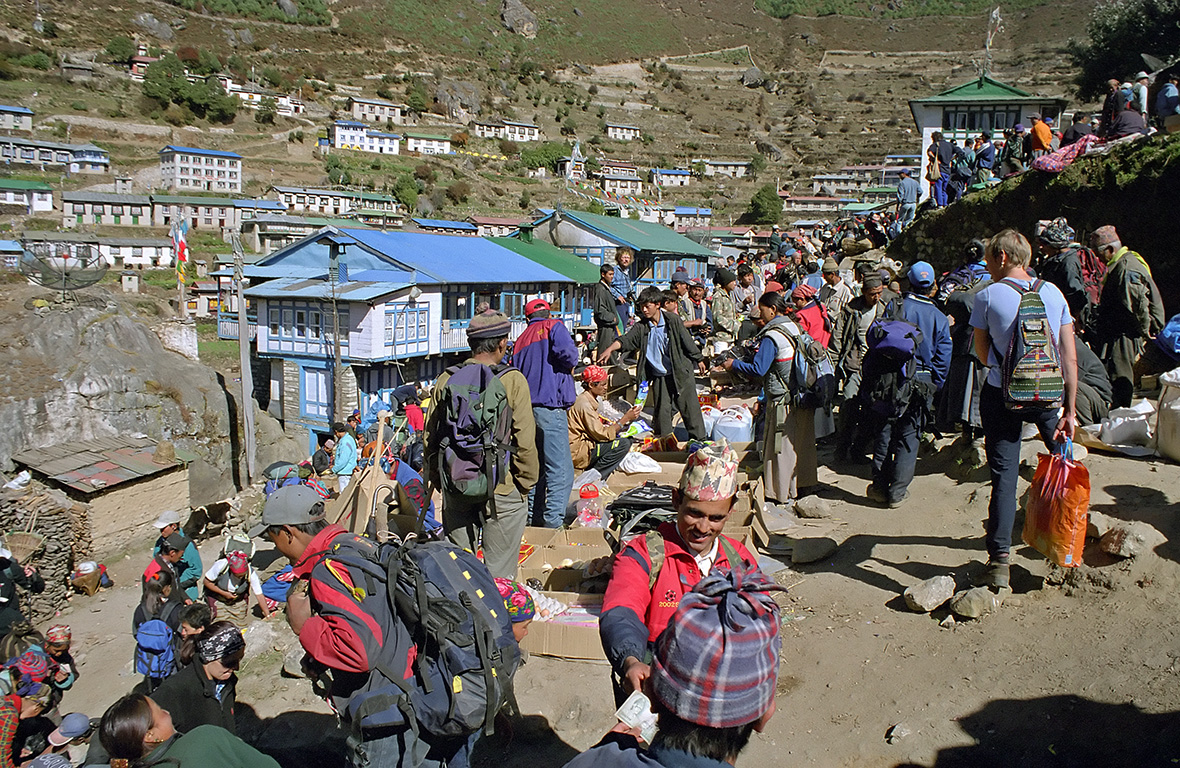
De wekelijkse markt in Namche Bazaar

Namche Bazar
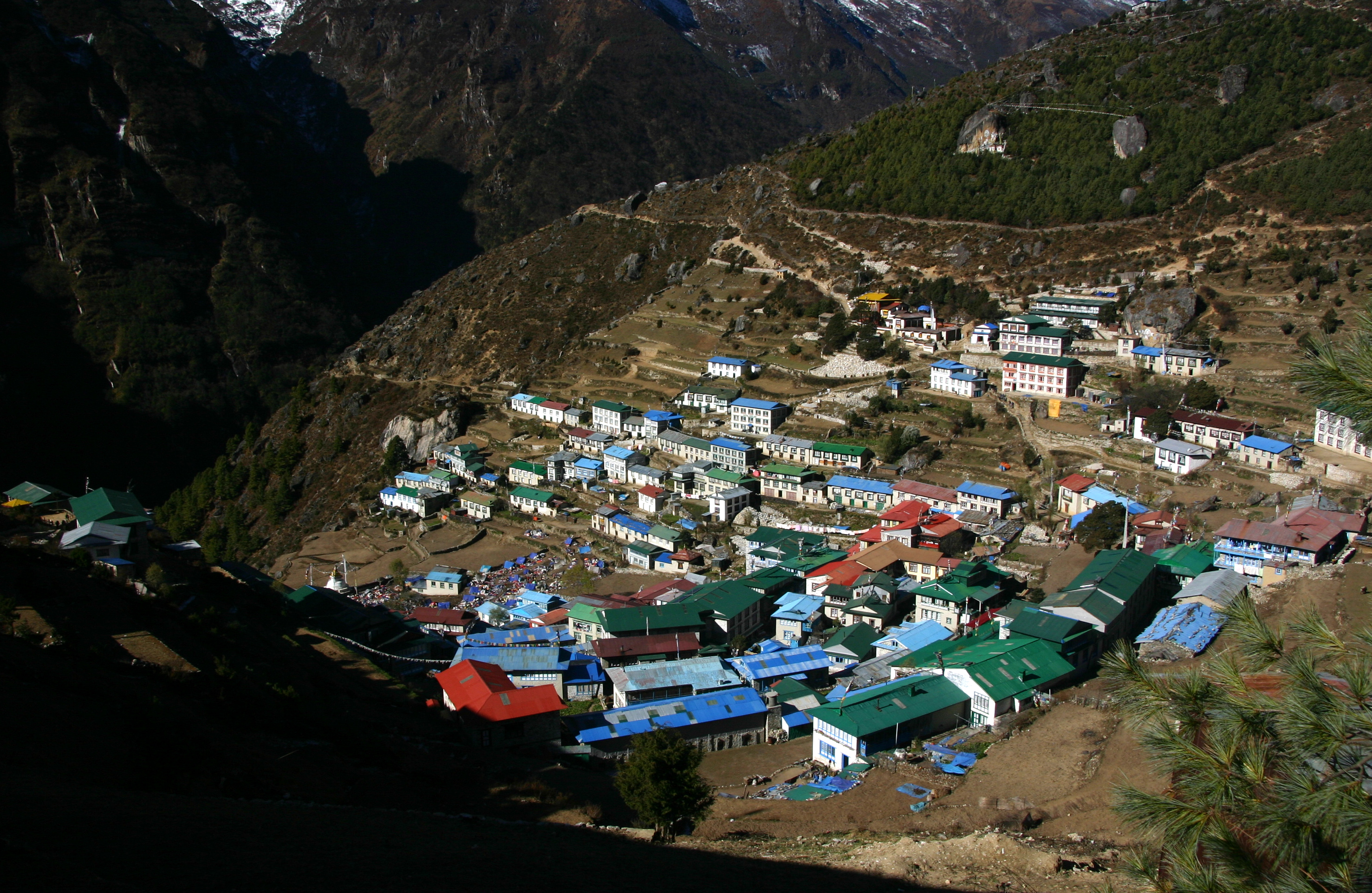
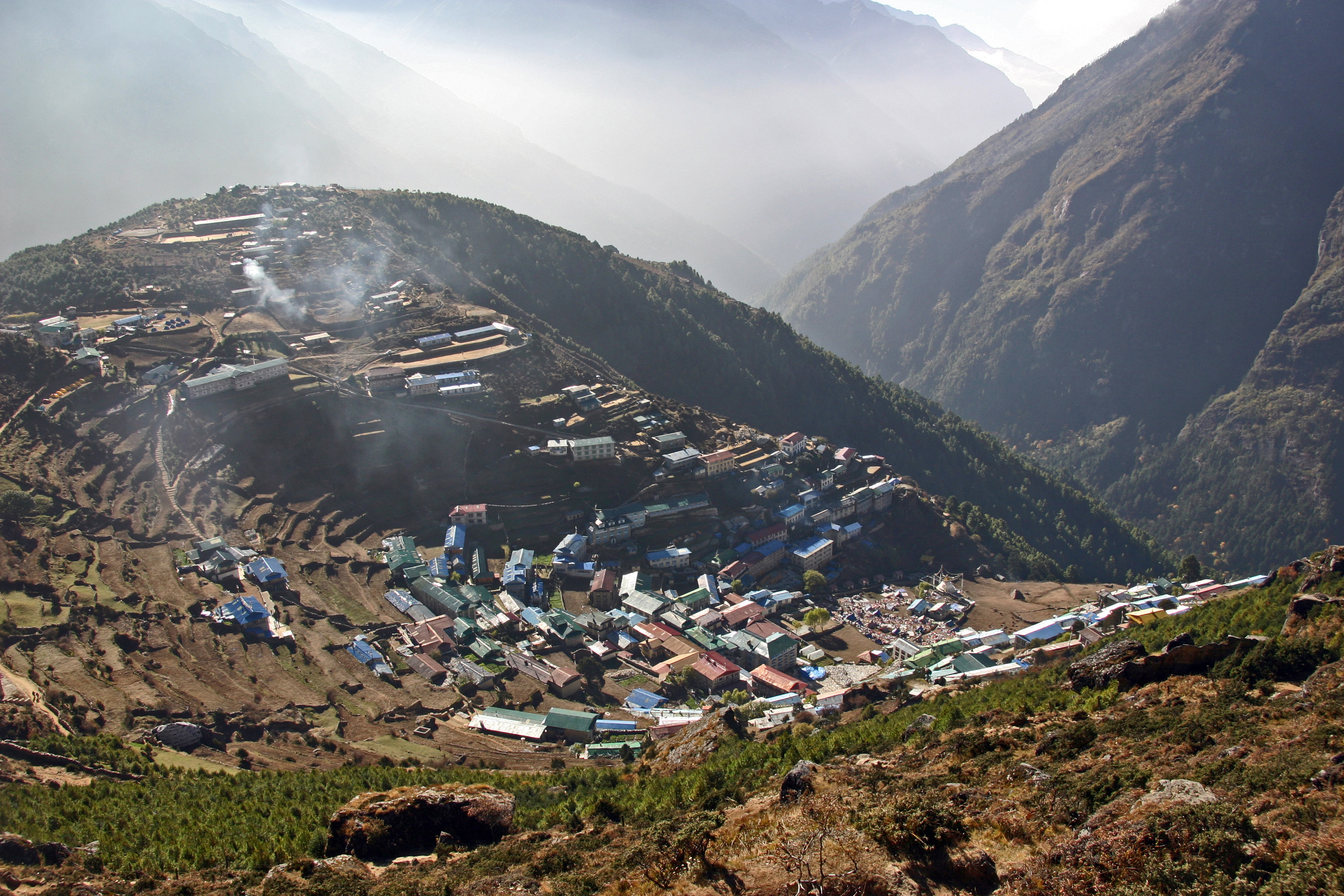
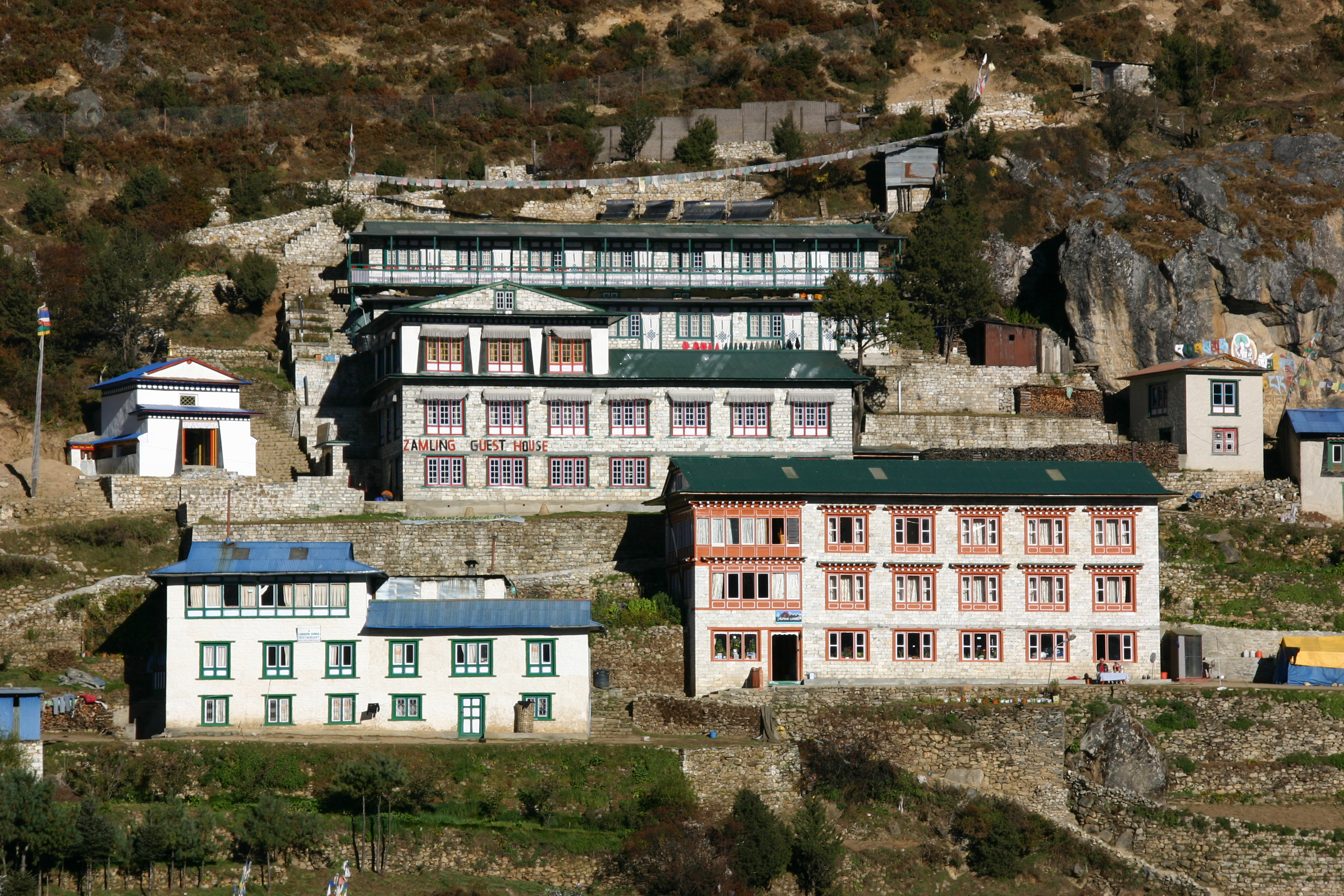
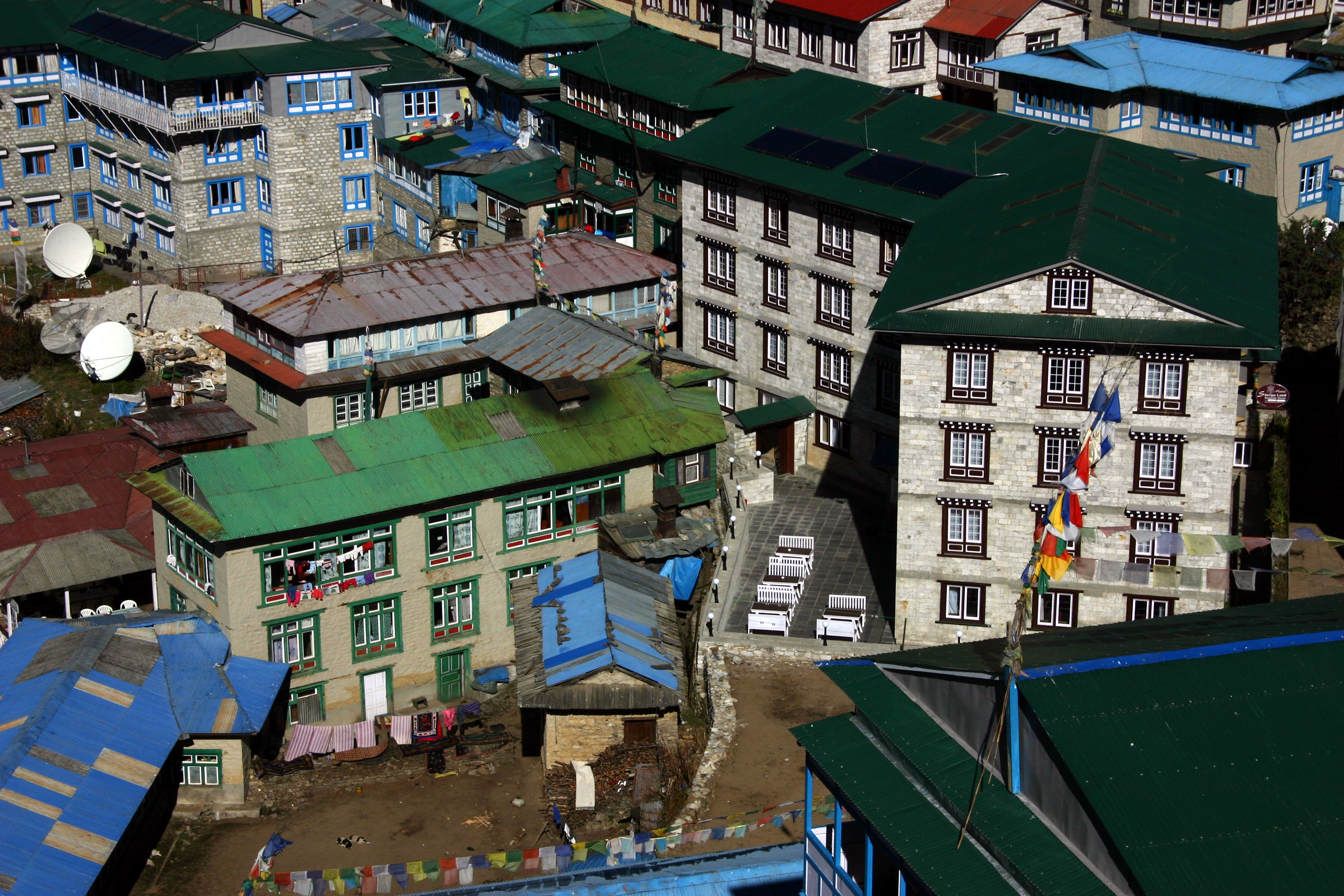
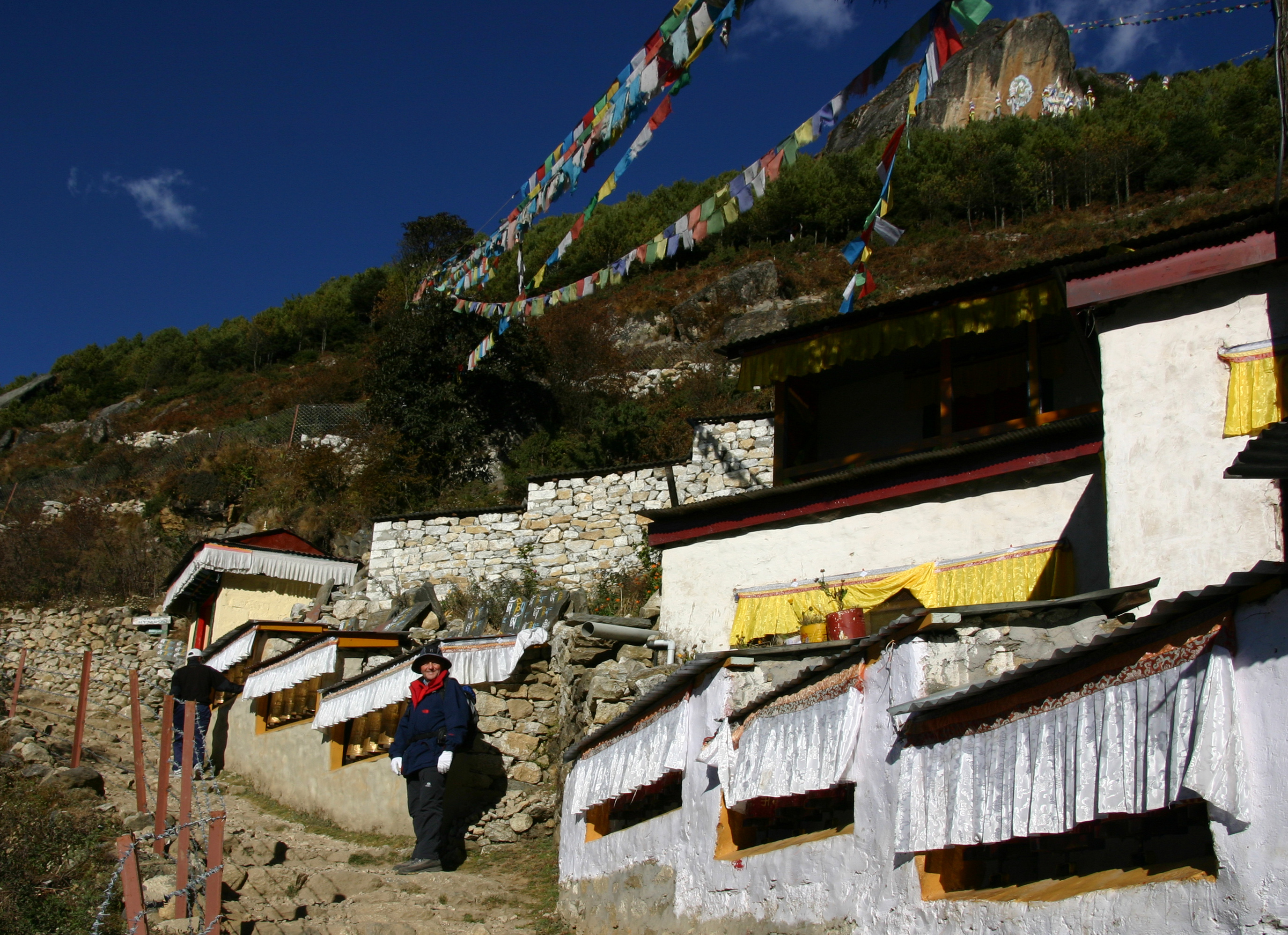
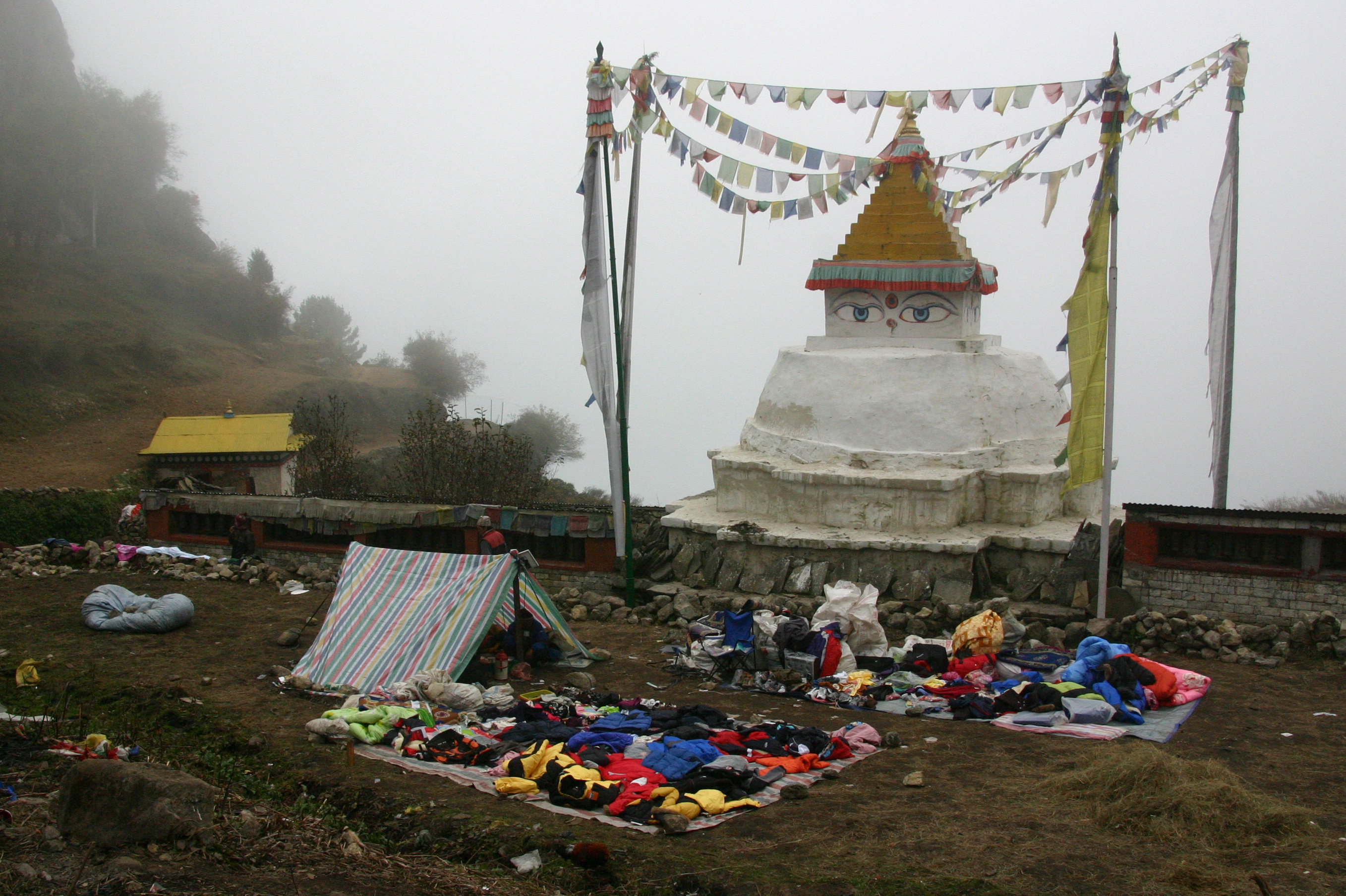